# Stephan Zantke
Stephan Zantke (geboren 1961 in Nordrhein-Westfalen) ist ein deutscher Amtsrichter und Autor des Buches Wenn Deutschland so scheiße ist, warum sind Sie dann hier? (2018). Das Buch löste deutschlandweites Medienecho aus. Zantke war daraufhin 2019 unter anderem in den Talkshows Eins zu Eins und Markus Lanz zu Gast.

## Leben
Zantke wuchs in Nordrhein-Westfalen auf und studierte Rechtswissenschaften an der Ruprecht-Karls-Universität Heidelberg. Nach dem Referendariat war er ab 1993 Staatsanwalt in Zwickau. Seit 2000 ist er Amtsrichter beim Amtsgericht Zwickau. Daneben hält er Vorträge für Organisationen wie die Organisation für Sicherheit und Zusammenarbeit in Europa (OSZE) und die Deutsche Gesellschaft für Internationale Zusammenarbeit (GIZ).

### Bekanntgewordenes Urteil
2017 führte Zantke die Verhandlung gegen den 29-jährigen Mohammed F., der im Sommer 2015 als angeblicher libyscher Kriegsflüchtling Asyl beantragt hatte (die libysche Herkunft wurde später von einem Dolmetscher vor Gericht angezweifelt, der F. als Tunesier einordnete). Der Angeklagte hatte den Mitarbeiter eines Asylbewerberheims mit einem Messer angegriffen und dort erheblichen Sachschaden verursacht, in einem Supermarkt eine Bierflasche auf ein siebenjähriges Kind geworfen, Polizisten bespuckt und Frauen als „Nazi-Hure“ und „Scheißdeutsche“ beschimpft. Zuvor war F. bereits durch Ladendiebstahl, einen Angriff mit einer abgebrochenen Bierflasche, bei dem das Opfer Schnittverletzungen im Gesicht erlitt, Drogenbesitz und mehrfaches Randalieren im Asylbewerberheim aufgefallen. Als der Angeklagte noch im Gerichtssaal von „Scheißdeutschen“ und „Scheißdeutschland“ sprach, hielt Zantke ihm entgegen: „Wenn es bei uns so scheiße ist, warum sind Sie dann hier?“ Anschließend verurteilten er und zwei Schöffen den Mann zu zweieinhalb Jahren Haft, während die Staatsanwaltschaft nur 15 Monate auf Bewährung gefordert hatte. In der Urteilsbegründung führte er aus: „Sie erhalten von unseren Steuern ein Dach über dem Kopf – und jetzt müssen wir noch Ihren Schaden bezahlen. (...) Was wäre passiert, wenn wir solche Straftaten in Libyen begehen?“
Zantke erhielt daraufhin enorme Resonanz, Proteste seien zunächst ausgeblieben: „Ich habe nur Zustimmung bekommen, europaweit (...) Von Lieschen Müller, von Polizeibeamten, von Politikern. Es gab keine einzige negative Stimme.“ Der Verurteilte stand kurz darauf erneut vor Gericht, nachdem er einen Marokkaner mit einer abgebrochenen Bierflasche angegriffen hatte.

### Buchveröffentlichung
2018 veröffentlichte Zantke das Buch Wenn Deutschland so scheiße ist, warum sind Sie dann hier? mit Berichten über seine drastischsten Fälle und Einblicken in Parallelgesellschaften, kriminelle Milieus, die sich die Schwäche des Staates zunutze machten, und eine Justiz, die überfordert sei und unter Sparzwang stehe. Landgerichte als nächsthöhere Instanz würden harte Urteile „nicht nur gelegentlich, sondern täglich“ aufheben und ließen eine „teilweise nicht nachvollziehbare Milde walten.“ Zwar habe jeder eine zweite Chance verdient, doch zu viel Milde sei falsch. Zantke beschrieb anonymisiert zehn echte Fälle, in denen es unter anderem um häusliche Gewalt, Körperverletzung und Raub ging.

### Resonanz
Reinhold Michels verglich Zantke bei RP Online mit der Richterin, „mutigen Kollegin und bürgerlichen Tabubrecherin“ Kirsten Heisig, deren Bestseller Das Ende der Geduld – konsequent gegen jugendliche Gewalttäter 2010 erschienen war und die sich kurz vor dessen Erscheinen das Leben genommen hatte. Zantke und Heisig stünden für die Erfahrung der Praktiker, dass der Staat noch immer zu langsam oder zu verzagt sei, um jugendlichen Kriminellen und gewalttätigen Familienclans ihre Taten und deren Konsequenzen deutlich zu machen.
Ulrich Wickert nannte den Fall, auf den Zantkes Buchtitel sich bezog, 2019 „symptomatisch“ für die Probleme des deutschen Rechtsstaates, sich gegen unberechtigte und integrationsunwillige Asylbewerber durchzusetzen. Die öffentliche Erregung nach dem Urteil sei „kaum fassbar“. Zantke habe klargestellt, er sei weder auf dem rechten noch dem linken Auge blind, spiele aber „in seinen pointierten Aussagen natürlich mit den Vorurteilen der Menschen.“
Lorenz Leitmeier kritisierte im November 2020 in der Legal Tribune Online, Zantkes Buch als eines von mehreren, die von einer „Justiz-Apokalypse“ schrieben. Leitmeier gestand Zantke „Fünf-Minuten-Berühmtheit als Richter“ zu. Eine Frage sei zu einem „gequält originellen Titel“ geworden, das Buch sei „nicht mal Trivialliteratur“.
Der ehemalige Vorsitzende des Deutschen Richterbundes, Jens Gnisa, nahm Zantke 2020 gegen Kritik in Schutz. Zwar stimme er solchen Veröffentlichungen „überwiegend in der dargestellten Dramatik nicht zu“, doch sei eine offene und ehrliche Debatte ohne persönliche Angriffe nötig. Stattdessen werde durch Verhöhnung der Autoren ein bewusster Vernichtungsfeldzug geführt.
Kristian Stemmler verglich Zantke in der Jungen Welt mit Ronald Schill, der „absurd hohen Urteile gegen Migranten mit ausländerfeindlichen Sprüchen“ garniert habe. Inzwischen gebe es viele Richter dieser Art, wobei Zantke derzeit (2017) „von der bürgerlichen Presse gehypt“ werde.
Im September 2018 wurde Zantke als Sprecher des Amtsgerichts Zwickau abgesetzt. Gründe wurden nicht bekanntgegeben, Medien vermuteten jedoch eine Disziplinarmaßnahme in Zusammenhang mit seiner Buchveröffentlichung. Kurz darauf gab es eine Dienstaufsichtsbeschwerde gegen Zantke beim Oberlandesgericht wegen des Titels seines Buches, der gegen das Neutralitäts- und Sachlichkeitsgebot verstoße und „an den Grundfesten des Rechtstaates gerüttelt“ habe. Das Ergebnis wurde vertraulich behandelt.
Die erste Auflage des Buches war zu diesem Zeitpunkt bereits vergriffen. Ende 2019 erschien bereits die siebte Auflage. 2019 erschien ein Hörbuch, das von Michael A. Grimm gelesen wurde.

## Buch
- Wenn Deutschland so scheiße ist, warum sind Sie dann hier? riva-Verlag, 2018, ISBN 978-3-7423-0720-0. (Auszug bei Google Books)
  - Hörbuch, gelesen von Michael A. Grimm, ISBN 978-3-7453-0863-1

## Auftritte in Rundfunk und Fernsehen
- Radio Dresden, Oktober 2018[21]
- Markus Lanz, März 2019 (depubliziert)[22]
- Eins zu Eins, BR, April 2019 (depubliziert)[23]
- MDR Sachsen, April 2019 (depubliziert)[24]
- TV Westsachsen, Oktober 2019[25]